# دامنه واریزه‌ای

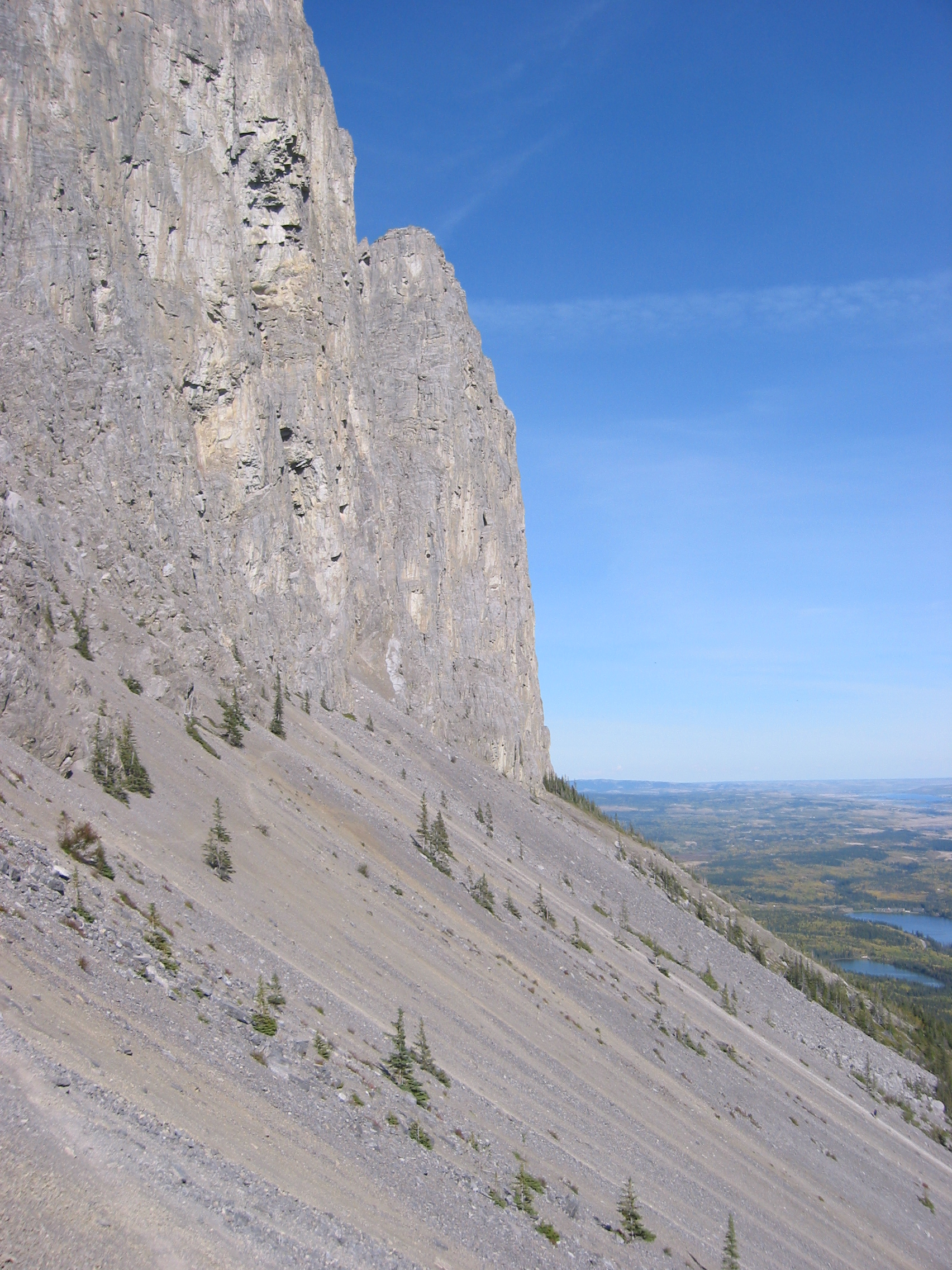
تالوس در پای کوه یامونسکا، آلبرتا، کانادا.

دامنه واریزه‌ای (انگلیسی: Scree) به مجموعه‌ای از قطعات سنگی شکسته در پای دامنه‌ها، پرتگاه‌ها، آتشفشان‌ها یا دیواره دره‌ها گفته می‌شود که بر اثر ریزش متناوب سنگ از دیواره‌ها و صخره‌های مجاور پدید آمده‌است. زمین‌چهرهای مربوط به این مواد را تالوس، مخروط واریزه یا دامنه سنگ‌ریزه‌ای می‌نامند.
سطح نهشته‌های تالوس مقعر (کاو) است، جایی که حداکثر شیب با زاویه شیب طبیعی قطعات واریزه اصلی مطابقت دارد. دامنه واریزه‌ای یکی از انواع و زیرمجموعه‌های کوهرفت به‌شمار می‌رود که هر مجموعه‌ای از رسوبات سست و غیریکپارچه در پای دامنه‌ها را در بر می‌گیرد.
اصطلاح scree از واژه skriða به معنای زمین‌لغزش در زبان نورس باستان گرفته شده درحالی‌که talus واژه‌ای فرانسوی به معنی دامنه، پشته و خاک‌ریز است.
در عرض‌های جغرافیایی بالا در شمالگان و مناطق زیرشمالگانی، دامنه‌های واریزه‌ای و نهشته‌های تالوس به‌طور معمول در مجاورت تپه‌ها و دره‌های رودخانه قرار دارند. این دره‌های پرشیب معمولاً در فرایندهای پیشایخچالی در انتهای پلیستوسن تشکیل شده‌اند. دامنه‌های واریزه‌ای علاوه بر رشته‌کوه آپالاش در آمریکای شمالی، در کوه‌های پیرنه، آلپ، واریسکی، آپنینی، کارپات، شبه‌جزیره ایبری و شمال اروپا به فراوانی یافت می‌شود.